# Гумаров, Сакен Нажметдинович
Сакен Нажметдинович Гумаров (3 февраля 1937 года, Уральск — 1995 год) — режиссёр, художник — аттрактивист. Член Союза журналистов СССР, член Союза художников Казахстана.

## Образование
Высшее образование получил в Ленинградском институте театра, музыки и кинематографии и Государственном Институте театрального искусства им. Луначарского (ГИТИС) в Москве.
Учился живописи в Ленинграде в мастерской П.Филонова.

## Творческая деятельность
Работал театральным режиссёром, актером. Первые живописные работы датированы 1955 годом. Первые персональные выставки прошли в Киеве в 1990—1991 годах в Украинском доме, Историческом музее Украины, Доме Художника, в Москве и Будапеште, затем в Алма-Ате Сакена Гумарова принимают в Союз Художника, в г. Уральске появляется музей Сакена Гумарова. Настольной книгой, учебником художника была теория Л. Н. Гумилёва — «Этногенез и биосфера земли». Из этой книги был взят термин «аттрактивизм» для направления искусства, как принцип положений, позволяющий впоследствии описывать аттрактивизм только с некоторых точек зрения, так как нет в нём негативного мироощущения.
Сакен родился на Букеевщине в краю горячих песков и раскалённого воздуха на северо-западной окраине Казахстана. Этот край известен деятелями музыкальной культуры Казахстана. На земле древнего Букеевского ханства «жил великий дух предков — Аруах», которого изобразил художник. О своих работах художник писал так, "зыбучие и сыпучие пески несут в себе растворённый электрослед прошлых забытых цивилизаций. Забытых…? В художнике закодирована память предпрошлого. Материалы В.Григоркиной, журналистки из Уральска.
«Эта тема проходит через его творчество и сближает его с исследованиями и поисками Льва Николаевича Гумилёва. Художник не буквально поддерживает открытия учёного. Он работает по теме этногенез и культура в цикле работ „Тюркское“. История взаимодействия общества, естественного и искусственного, достижения цивилизации и искусства интересуют его. Многие картины написаны с большим чувством юмора и иронии. Цикл работ „Бестиарии“, незаконченная серия „Гуси“ — философские размышления.
Он показывает „ритмы этнического поля“, летописи, мифы видимого и невидимого, демонстрируя тезис Гумилёва, что» в основе этнической диагностики лежит ощущение", живописным языком касается темы истинности и справедливости. Серии работ «Головы и фигуры», «Астральное», «Мыслиформы» решены в ощущении дискретности времени. В художественном творчестве более всего художник ценил оригинальность сюжета и композиции — «Свободу. Я ценю и добиваюсь свободы» — говорил он на открытии выставки в Москве. Красота, оттенки краски в его работах наделены привлекательностью и суггестивны. Все картины Сакена Гумарова способны структурировать пространство на расстоянии не менее 5 — 6 метров.
Пребывание в пространстве экспозиции художника в некоторой мере облагораживает среду и не исключено чувство дискомфорта для людей не разбирающихся в искусстве. Ритмы ощущений и ассоциаций, эмоциональное начало в работах свидетельствует о высоком уровне культуры автора, обусловленного национальной культурой.

## Память о Сакене
В городе Уральске в 1995 году открыт музей Сакена Гумарова. Существует несколько каталогов работ художника в которых есть почти все картины Сакена Гумарова. В каталоге нет указаний где находятся картины, в целях безопасности не указаны частные собрания его работ.
Картины художника выставлены также в фойе Казахского драматического театра.